# Rebecca Lemp
Pour les articles homonymes, voir Lemp.
Rebecca Lemp (morte le 9 septembre 1590) est une bavaroise accusée de sorcellerie et brûlée à Nördlingen.

## Chasse aux sorcières

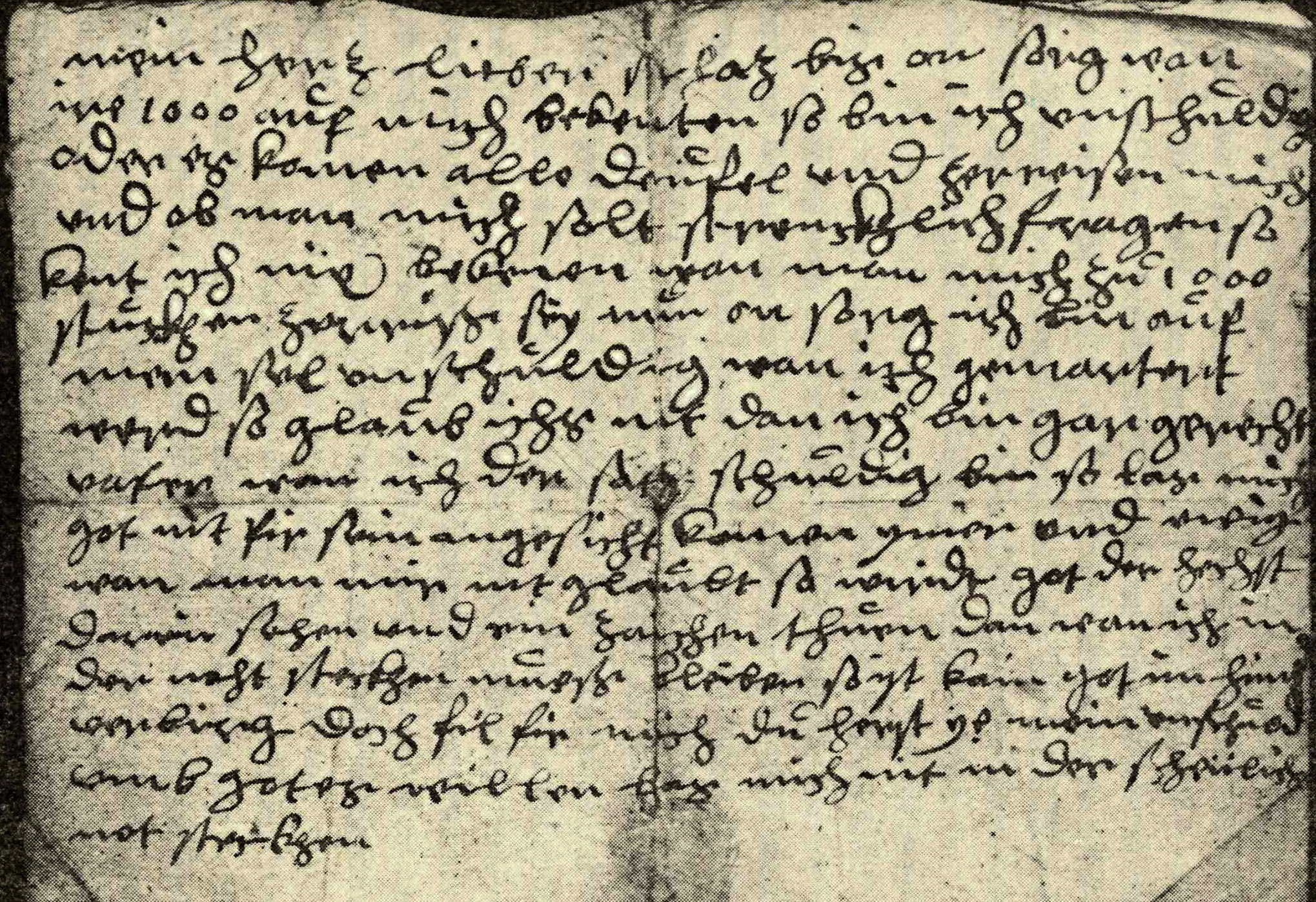
Lettre de Rebecca Lemp à Peter Lemp le 10 juillet 1590.

Lemp est l'une des 32 femmes accusées de sorcellerie durant une chasse aux  sorcières à Nördlingen, en Saint-Empire. Burgomaster George Pheringer dirige la chasse aux sorcières avec les juristes Sebastien Roettinger et Conrad Graf.
Lemp a six enfants et est mariée à Peter Lemp, un comptable estimé.  En avril 1590, alors qu'il est absent pour affaires, elle est arrêtée. Ses enfants sont emprisonnés. Elle écrit à son mari à propos de son innocence, convaincue qu'elle va être libérée. Lemp est torturée à cinq reprises et avoue. Elle lui écrit à nouveau, lui demandant de lui envoyer quelque chose qui lui permette de mettre fin à ses jours. Sa lettre est interceptée, et la cour l'inculpe également de tentative de suicide.
La cour force Lemp à écrire une autre lettre à son mari pour lui avouer qu'elle est une sorcière. Peter Lemp écrit alors à la cour pour venir à son aide et faire face à ses accusateurs. Il indique qu'il croit que ses aveux ont été faits sous la contrainte, et décrit Rebecca comme une femme "honnête, chaste et pieuse" n'ayant jamais entretenu une pensée diabolique dans sa tête. ll relate qu'elle enseigne la Bible à ses enfants.
Lemp est torturée une fois de plus avant d'être brûlée sur le  bûcher le 9 septembre 1590.